# Zsolt Németh (szermierz)
Zsolt Németh (ur. 19 lipca 1963 w Budapeszcie) – węgierski szermierz.

## Życiorys
Syn olimpijczyka Ferenca Németha. Poślubił florecistkę Zsuzsę Jánosi.
Zdobywca złotego medalu (drużynowo) we florecie na Mistrzostwach Europy w Szermierce w 1991. Uczestniczył w letnich igrzyskach olimpijskich w 1992 roku, jako reprezentant Węgier zajmując 4. miejsce we florecie (wraz z Istvánem Busą, Zsoltem Érsekiem, Róbertem Gátaiem i Róbertem Kissem).